# Harmony (satellite)
Pour les articles homonymes, voir Harmony.
Harmony est une mission d'observation de la Terre de l'Agence spatiale européenne dont l'objectif est d'observer et de mesurer les mouvements et les déformations de l'interface atmosphère-océan (vents, vagues, courants), de la surface des continents (tensions tectoniques, modification de la hauteur des volcans) et de la cryosphère (modification de l'écoulement et de l'épaisseur des glaciers). Cette 10e mission Earth Explorer du programme Living Planet a été sélectionnée en 2022 et doit être lancée en 2029. Elle repose sur deux satellites circulant en formation très rapprochée (200 à 500 mètres) à distance constante d'un satellite Sentinel-1. Chaque satellite Harmony dispose d'un radar à synthèse d'ouverture qui capte les signaux du radar de Sentinel-1 renvoyés par la surface. Cette configuration doit permettre de mesurer les déformations de la surface avec une très grande précision.

## Sélection de la mission Harmony
Le programme Living Planet de l'Agence spatiale européenne a été mis en place en 1998 pour remplir les objectifs assignés à l'agence en matière d'observation de la Terre. Il regroupe deux types de mission spatiale : les missions Earth Watch chargées de collecter des données opérationnelles et les missions Earth Explorer tournées vers la recherche. Ces dernières sont réparties dans deux catégories : les missions pivot (Core missions), les plus coûteuses, prennent en charge des objectifs scientifiques complexes par opposition aux missions plus ciblées mais également moins coûteuses.
L'appel à propositions pour la 10e mission Earth Explorer est lancé en septembre 2017 et se termine en décembre de la même année. Les candidats sélectionnés sont dévoilés le 21 septembre 2018. Il s'agit des trois concepts suivants :  
- Stereoid est un satellite destiné à la mesure topographique des terres, des océans et de la glace. Pour cela, un radar à synthèse d'ouverture sera utilisé. Particularité, il volera en formation avec un des satellites Sentinel-1 du programme Copernicus. Cette mission permettra d'améliorer notre connaissance de la circulation des courants océaniques à de très petites échelles, de mieux comprendre la dynamique des glaces et de mesurer les changements topographiques des terres[1].
- Daedalus est une mission destinée à l'analyse de la frontière entre l'atmosphère haute et l'espace. Elle s'intéressera aux phénomènes qui sont directement liés à l'énergie déposée, transformée et transportée par le Soleil et les vents solaires. Un satellite principal sera lancé avec divers instruments ainsi que quatre satellites de plus petites tailles qui transporteront des instruments qui seront largués dans l'atmosphère[1].
- G-Class est un satellite placé en orbite géostationnaire au-dessus de l'Afrique et de la mer Méditerranée. Avec son radar à synthèse d'ouverture, il a pour but de mesurer les processus autour du cycle diurne de l'eau pour une meilleure détection des averses, des disponibilités en eau, des inondations et des glissements de terrain[1].

En février 2021, l'Agence spatiale européenne sélectionne la mission Harmony, nommée précédemment Stereoid. L'agence doit donner de plus amples détails sur le développement de la mission à l'automne 2022. La mise en orbite de celle-ci est prévue pour 2029,,. Le satellite Daedalus, bien que non sélectionné pour des raisons économiques, pourrait voir le jour à travers une coopération internationale.

## Objectifs
| Paramètre                   | Précision  | Résolution spatiale |
| --------------------------- | ---------- | ------------------- |
| Vitesse courant océanique   | 15 cm/s    | 4 à 25 km²          |
| Vent de surface             | 1,5 m/s    | 25 km²              |
| Température surface         | 0,5 kelvin | 2 km²               |
| Vitesse écoulement glace    | 0,2 m/s    | 1 à 16 km²          |
| Variation altitude (glace)  | 1 m.       | 100 x 100 m.        |
| Variation altitude (terre)  | 1,5 m.     | 30 x 100 m.         |
| Taux déformation surface 3D | 1 mm/an    | 100 x 100 m.        |

Les objectifs d'Harmony portent à la fois sur la cryosphère, les océans et les surfaces émergées. Tous ces objectifs découlent de l'observation améliorée des processus produisent une déformation verticale ou horizontale de la surface : 
- en ce qui concerne les surfaces émergées, le but principal mission est de produire une carte globale des déformations. Les déformations de la surface fournissent une bonne approximation du stress accumulé au niveau des failles et donc de la fréquence des tremblements de terre.
- Pour la cryosphère, Harmony étudiera les événements caractérisés par une augmentation massive de la vitesse d'écoulement des glaciers et des pertes accélérées du volume de glace. Ces événements sont la réponse des glaciers au réchauffement de l'atmosphère qui peuvent, à un point de non retour, aboutir à l'effondrement rapide du glacier. Harmony pourra dans ce contexte fournir la capacité unique de mesurer à la fois les variations d'épaisseur et des vitesses d'écoulement avec une résolution spatiale et temporelle constante.
- Harmony fournira les conditions régnant à la surface des océans (température, vents, vagues et courants) avec une résolution élevée permettant d'améliorer notre compréhension des interactions entre l'atmosphère et les mers.

## Caractéristiques techniques
Les satellites Harmony sont stabilisés 3 axes et alimentés en énergie par des panneaux solaires. Leur masse est inférieure à 500 kilogrammes.

## Instrumentation
L'instrument principal est un radar à synthèse d'ouverture fonctionnant en bande C. En complément, le satellite emporte une caméra fonctionnant dans l'infrarouge thermique qui doit fournir la température à la surface de l'océan et des informations sur la couverture nuageuse qui permettent l'étude des interactions entre la mer et l'atmosphère.

### Source bibliographique
- (en) Paco López-Dekker, JulietBiggs, Bertrand Chapron, Andy  Hooper, Andreas Kääb, Simona Massina et al., « Harmony: an Earth Explorer 10 Mission Candidate to Observe Land, Ice, and Ocean Surface Dynamics », IEEE International Geoscience and Remote Sensing Symposium, vol. x,‎ 2019, p. 8381-8384 (DOI 10.1109/IGARSS.2019.8897983).
- (en) J.F. Lopez Dekker, Juliet Biggs, Bertrand Chapron et al. « The Harmony mission: applications and preliminary performance » (2019)  (lire en ligne) [PDF]
—6th Workshop on Advanced RF Sensors and Remote Sensing Instruments.